# Rich Gaspari
Rich Gaspari, genannt „The Dragon Slayer“, (* 16. Mai 1963 in New Jersey) ist ein US-amerikanischer Bodybuilder.

## Leben
Gaspari fing schon mit 14 mit dem Bodybuilding an und wurde mit 19 Jahren Weltmeister im Halbschwergewicht (bis 90 kg), worauf er anschließend in das Profilager wechselte. Während seiner bis 1996 andauernden Karriere erreichte Gaspari mit dem Gewinn der Arnold Classic 1989 und drei zweiten Plätzen beim Mr. Olympia (1986 bis 1988) seine größten Erfolge. Bei einer Körpergröße von 1,78 m betrug sein Wettkampfgewicht 102 kg (außerhalb der Saison bis zu 111 kg).
Nach Beendigung seiner aktiven Laufbahn arbeitete Gaspari als Trainings- und Ernährungsberater im Fitnessbereich. Als Grundlage dafür diente ihm sein Zeugnis der National Academy of Sports Medicine. 2004 gründete Gaspari seine eigene Firma für Nahrungsergänzungen, welche seinen Namen trägt: Gaspari Nutrition.
Gaspari lebt in Lakewood (USA) und ist mit Liz Gaspari verheiratet.

## Erfolge
- 1996: San Jose Pro Invitational – IFBB, 16th
- 1996: Florida Pro Invitational – IFBB, 12th
- 1996: Canada Pro Cup – IFBB, 11th
- 1995: Night of Champions – IFBB, 12th
- 1995: Canada Pro Cup – IFBB, 5th
- 1994: Night of Champions – IFBB, 17th
- 1994: Niagara Falls Pro Invitational – IFBB, 15th
- 1994: Chicago Pro Invitational – IFBB, 16th
- 1992: Arnold Classic – IFBB, 13th
- 1991: Olympia – IFBB, 10th
- 1991: Arnold Classic – IFBB, 7th
- 1990: Olympia – IFBB, 5th
- 1989: Olympia – IFBB, 4th
- 1989: Arnold Classic – IFBB, 1st
- 1988: Olympia – IFBB, 2nd
- 1988: Grand Prix Spain – IFBB, 1st
- 1988: Grand Prix Spain (2) – IFBB, 2nd
- 1988: Grand Prix Italy – IFBB, 1st
- 1988: Grand Prix Greece – IFBB, 2nd
- 1988: Grand Prix Germany – IFBB, 1st
- 1988: Grand Prix France – IFBB, 1st
- 1988: Grand Prix England – IFBB, 2nd
- 1987: Olympia – IFBB, 2nd
- 1987: Grand Prix Germany – IFBB, 1st
- 1987: Grand Prix Germany (2) – IFBB, 2nd
- 1987: Grand Prix France – IFBB, 1st
- 1986: World Pro Championships – IFBB, 1st
- 1986: Olympia – IFBB, 2nd
- 1986: Los Angeles Pro Championships – IFBB, 1st
- 1985: Olympia – IFBB, 3rd
- 1985: Night of Champions – IFBB, 2nd
- 1984: World Amateur Championships – IFBB, Light-HeavyWeight, 1st
- 1984: Nationals – NPC, Light-HeavyWeight, 1st
- 1983: Nationals – NPC, HeavyWeight, 5th
- 1983: Junior Nationals – NPC, HeavyWeight, 1st
- 1983: Junior Nationals – NPC, Overall Winner